# Albrecht Dunzendorfer
Albrecht Dunzendorfer (* 12. März 1907 in Oberneukirchen; † 30. Oktober 1980) war ein österreichischer Maler.

## Leben und Wirken
Albrecht Dunzendorfer wurde als zweites von fünf Kindern des Bürgermeisters Leopold Dunzendorfer von  Oberneukirchen geboren. Ab 1926 unterrichtete er als Lehrer in Hellmonsödt. Von 1931 bis 1935 studierte er bei Wilhelm Dachauer und Carl Fahringer an der Kunstakademie in Wien, kehrte dann in den Schuldienst zurück und verfasste zahlreiche fotojournalistische und heimatkundliche Arbeiten.
Nach dem Anschluss Österreichs übertrug man Dunzendorfer den Gesamtentwurf und die Bildgestaltung des Heimatbuches Oberdonau, die Heimat des Führers. von Rudolf Lenk. 1941 war Dunzendorfer mit der Kreidezeichnung Bauernhof in Oberdonau auf der Großen Deutschen Kunstausstellung in München vertreten. Von 1940 bis 1944 war er Soldat und bis 1946 in Kriegsgefangenschaft in England, wo er das Altarbild der Barackenkapelle von Camp 37 gestaltete.
Nach seiner Rückkehr widmete er sich seiner künstlerischen Laufbahn, die es ihm ermöglichte, ein Haus mit Werkstätte zu schaffen. 1955 war er Gründungsmitglied der Mühlviertler Künstlergilde. 1958 errichtete er die Hellmondwarte und 1971 eine 200 m² große Ausstellungshalle, die auch überregionale Bekanntheit genoss und es ihm ermöglichte, seine Werke unabhängig vom institutionellen Kunstbetrieb zu zeigen. Bilder Dunzendorfers befinden sich in privaten und öffentlichen Sammlungen. Dunzendorfer schrieb außerdem den Text des bekannten Mühlviertler Volkslieds Unsa bugladö Welt, der von Fridolin Dallinger vertont wurde.
2006 übernahm die Kunststiftung Artemons sowohl die Kunsthalle als auch sein Haus mit Werkstätte, verband beides baulich mit einem Mitteltrakt, eröffnete das Kunstmuseum Artemons in Hellmonsödt und richtete zu Dunzendorfer eine Dauerausstellung im ehemaligen Wohnhaus ein.
Mit seiner 1953 verstorbenen Frau hatte er zwei Kinder, mit seiner zweiten Frau einen Sohn.

## Auszeichnungen
- Ehrenbürger seiner Heimatgemeinde Hellmonsödt
- 1997 widmete ihm die Mühlviertler Künstlergilde eine Gedächtnisausstellung im Landeskulturzentrum Ursulinenhof.

## Publikationen
- Rudolf Lenk: Oberdonau, die Heimat des Führers. Gesamtentwurf und Bildausstattung von Albrecht Dunzendorfer. Hrsg. vom Gauamt für Kommunalpolitik, Gau Oberdonau, Bruckmann, München 1940; 3. Aufl. ebd. 1941.
- Mit Pinsel und Kamera. Bilder, Betrachtungen und Erlebnisse eines Malers. Autobiografie, Plöchl, Freistadt 1977.[4]
- Veröffentlichungen in den Mühlviertler Heimatblättern, in der Kulturzeitschrift Blickpunkte Oberösterreich, in den Mühlviertler Nachrichten, im Mühlviertler Boten, im Kulturbericht Oberösterreich, u. a.